# قرار مجلس الأمن التابع للأمم المتحدة رقم 530
قرار مجلس الأمن التابع للأمم المتحدة رقم 530، المتخذ بالإجماع في 19 أيار / مايو 1983، بعد الاستماع إلى بيانات من نيكاراغوا ودول أعضاء أخرى بشأن هذه المسألة، أعرب المجلس عن قلقه العميق إزاء الوضع في حدود هندوراس ونيكاراغوا، واحتمال وقوع مواجهة عسكرية.
وأعرب المجلس أيضا عن تقديره لمجموعة كونتادورا ولجهودها لحل الحالة في أمريكا الوسطى. وكان وزراء خارجية المكسيك وفنزويلا وبنما وكولومبيا قد أعربوا في السابق عن قلقهم إزاء التدخل الأجنبي في النزاعات في أمريكا الوسطى، وحثوا البلدان نفسها، إلى جانب مجموعة كونتادورا، على حل النزاعات من أجل إحلال السلام في المنطقة. وحث القرار مجموعة كونتادورا على «بذل قصارى جهدها» لإيجاد حلول، وإلى جانب الأمين العام، لإبقاء المجلس على علم بتطورات الوضع.

## روابط خارجية
- نص القرار في undocs.org